# Dipartimento delle finanze (Irlanda del Nord)
Il Dipartimento delle finanze (in inglese: Department of Finance and Personnel) è il dipartimento ministeriale devoluto dell'Irlanda del Nord responsabile della politica di bilancio.
La posizione è occupata da Conor Murphy dall'11 gennaio 2020.

## Storia
A seguito del referendum del 23 maggio 1998 sull'accordo del Venerdì Santo e del Royal Assent al Northern ireland Act 1998 del 19 novembre, sono istituiti dal governo laburista del Primo ministro Tony Blair un'assemblea e un esecutivo. Questo processo, noto come devoluzione, persegue l'obiettivo di conferire all'Irlanda del Nord il proprio potere legislativo.
Nel dicembre 1999, sulla base del Northern Ireland Act, il decreto sui dipartimenti dell'Irlanda del Nord ha istituito il Dipartimento delle finanze e il servizio civile.
Tra il 12 febbraio e il 30 maggio 2000, e poi dal 15 ottobre 2002 all'8 maggio 2007, la devoluzione è stata sospesa e il dipartimento è stato sottoposto all'amministrazione diretta di un ministro dell'ufficio per l'Irlanda del Nord, che costituisce uno dei dipartimenti governativi del Regno Unito.
Con il Northern Ireland Departments Act 2016, il dipartimento è stato ribattezzato Dipartimento delle finanze.

## Funzioni
Il dipartimento è responsabile:
- delle finanze pubbliche;
- del servizio civile dell'Irlanda del Nord (NISC);
- delle terre e delle proprietà;
- delle norme di costruzione;
- dell'aggiudicazione di appalti pubblici;
- della riforma del diritto civile;
- dello stato civile.

Il Parlamento del Regno Unito ha mantenuto il controllo (reserved matters):
- del settore finanziario;
- dei mercati finanziari.

Non può trasferire (exepted matters):
- la fiscalità;
- la moneta.

## Ministri delle finanze
|                                           | Ministro            | Immagine | Partito   | Inizio           | Fine             |
| ----------------------------------------- | ------------------- | -------- | --------- | ---------------- | ---------------- |
|                                           | Mark Durkan         |          | SDLP      | 2 dicembre 1999  | 11 febbraio 2000 |
| Ufficio sospeso                           |                     |          |           |                  |                  |
|                                           | Mark Durkan         |          | SDLP      | 30 maggio 2000   | 14 dicembre 2001 |
|                                           | Seán Farren         |          | SDLP      | 14 dicembre 2001 | 14 ottobre 2002  |
| Ufficio sospeso                           |                     |          |           |                  |                  |
|                                           | Peter Robinson      |          | DUP       | 8 maggio 2007    | 5 giugno 2008    |
|                                           | Nigel Dodds         |          | DUP       | 9 giugno 2008    | 1º luglio 2009   |
|                                           | Sammy Wilson        |          | DUP       | 1º luglio 2009   | 29 luglio 2013   |
|                                           | Simon Hamilton      |          | DUP       | 29 luglio 2013   | 11 maggio 2015   |
|                                           | Arlene Foster       |          | DUP       | 11 maggio 2015   | 12 gennaio 2016  |
|                                           | Mervyn Storey       |          | DUP       | 12 gennaio 2016  | 6 maggio 2016    |
| Ufficio rinominato Ministro delle finanze |                     |          |           |                  |                  |
|                                           | Máirtín Ó Muilleoir |          | Sinn Féin | 25 maggio 2016   | 26 gennaio 2017  |
| Ufficio sospeso                           |                     |          |           |                  |                  |
|                                           | Conor Murphy        |          | Sinn Féin | 11 gennaio 2020  | in carica        |

### Ministri della Direct rule
Durante i periodi di sospensione, i seguenti ministri dell'Ufficio per l'Irlanda del Nord erano responsabili del dipartimento:
- Adam Ingram (2000)
- Ian Pearson (2002–05)
- Lord Rooker (2005–06)
- David Hanson (2006–07)